# Ricardo Seco
Ricardo Seco (Torreón, Coahuila, 22 de abril de 1968) es un diseñador de modas, artista, empresario y activista mexicano cuya propuesta se enfoca en la diversidad y la multiculturalidad.[cita requerida]

## Estudios
Ricardo Seco es egresado de la Universidad Iberoamericana en donde estudió la licenciatura en Relaciones Industriales.[cita requerida] Ejerció esa profesión durante algunos años, periodo en el que descubrió que la moda era su verdadera vocación.[cita requerida] En 1997 viaja a Italia para incorporarse al Instituto Marangoni de Milán y al año siguiente a la Escuela Superior de Artes y Técnicas de la Moda en París, Francia, en donde formaliza sus estudios en la materia.[cita requerida] Hasta entonces, Seco había practicado el oficio solo de forma autodidacta.[cita requerida]

## Primeros años
En abril de 2002, luego de su incursión en las escuelas de arte europeas, Seco regresa a la Ciudad de México en donde presenta su primera colección titulada Sincronía en el marco de «Días de moda» una plataforma que tenía como sede el Museo del Papalote y que con el paso de los años terminaría por convertirse en la Fashion Week.[cita requerida]
En la búsqueda de su identidad artística Seco se establece como director creativo de la empresa estadounidense de calzado Converse, puesto en el que habría de permanecer durante ocho años (2003-2011).
Partiendo de intervenciones plásticas, cuya base es el modelo tradicional de Converse popularmente conocido como Charles Taylor, Ricardo Seco crea un estilo que precede a una corriente que en los años siguientes habría de popularizarse en otras marcas. Actores y cantantes entre los que se cuentan el grupo RBD, Anahí Puente, Maite Perroni, Dulce María, Christopher Uckermann, Christian Chávez, Alfonso Herrera, además de Ximena Díaz, Alejandro Fernández, Bárbara Mori, Andrew Zuno, Eiza González, Aaron Díaz, Luis Gerardo Méndez empiezan a integrar estos diseños a su imagen lo que suma a una renovación de la empresa.

## Años en Nueva York
Siendo ya un reconocido diseñador, Ricardo Seco emigra a Nueva York en donde es invitado a la semana de Fashion Week en 2012 con su colección Fly. Al vivir la experiencia de ser migrante, Seco decide tomar como tema principal el orgullo de ser mexicano e incorporar este concepto a sus colecciones.
Además del diseño de modas, el activismo a favor de los migrantes comienza a ser un tema capital en el trabajo de Ricardo Seco. Con frases como «inmigrants are givers y I…legal» su colección Givers se encuentra dedicada a los mexicanos que dejan su país de origen para establecerse en Estados Unidos.
Con la llegada de Donald Trump a la presidencia de los Estados Unidos de América en 2017 y su posición antimigrante, los diseños de Ricardo seco en apoyo de sus connacionales se muestran con frases más contundentes, llegando a ser mostradas en la entrega de los premios Grammy por el músico y productor Swizz Beatz como un mensaje político para honrar a los dreamers.

## Asociaciones y Activismo
Seco es parte de la mesa directiva de Fuerza migrante, se desempeña como coordinador de Arte y cultura y como miembro honorario de la junta de consejo de AID for AIDS.

#### Yo Soy México
Proyecto creado en 2012 y relanzado en 2014 como un compromiso para impulsar el talento mexicano. Entre sus acciones más destacadas está la participación de Seco como mentor para Francisco Cancino de la marca Yakapor, ganador de los premios VOGUE Who’s On Next.
Yo soy México busca crear oportunidades a nivel global para los mexicanos dedicados a las disciplinas artísticas como la música, el diseño, la fotografía y las artes visuales, colaborando con marcas y asociaciones como Heineken, Aid for Aids y Aeroméxico, con la finalidad de crear lazos entre la industria y los mexicanos en estas disciplinas.

## Colaboraciones
Ricardo seco ha colaborado con marcas deportivas como NewBalance, diseñando calzado con una imagen alusiva a la cultura Mexicana, con esta manufacturera americana lanza su primer modelo en el año 2014, en 2017 lanza una línea con el modelo 574 que se inspirada en el arte huichol, las zapatillas deportivas se imprimían con una textura y patrones que semejaba el trabajo artesanal de colocación de cuentas una a una que caracteriza este arte indígena mexicano.
Otras colaboraciones incluyen el diseño de la etiqueta inspirada en papel picado para la marca de tequila José Cuervo, La colección de ropa alusiva a los personajes de la película Coco para la marca Disney y la colección Astucia lanzada en conjunto con la marca Chespirito durante la semana del Fashion Week en otoño del 2019.

## Colecciones
- Fly, presentada en otoño del 2012 durante el Fashion Week de Nueva York.
- Share, colección de verano lanzada en 2013.